# The Crazy World of Arthur Brown (альбом)
The Crazy World of Arthur Brown — альбом психоделического рока британского музыканта Артура Брауна и его группы The Crazy World of Arthur Brown, спродюсированный участником группы The Who Питом Таунсендом и Китом Ламбертом, вышедший в 1968 году.

## История
Ещё до публичных выступлений известных исполнителей, таких как Элис Купер, Kiss, Клаус Номи, The Velvet Underground, Дэвид Боуи, или Black Sabbath, театральный рок держался на таких энтузиастах, каковым являлся Артур Браун.
Артур Браун был своего рода квинтэссенцией движения хиппи, отличался пристрастием к психоделическому року или так называемой «soul music». Музыка Брауна отличается театральностью выступлений. Обычно шоу начинались с того, что самого Брауна опускали на сцену краном. Браун был обычно oдет в костюм из металла, а на голове красовался горящий шлем. Подобное начало было не только ошеломляющим, оно было довольно рискованным. Во время своих турне по Америке, Браун был вынужден оставлять денежные залоги на случай возгорания сцены. В 1968 году на концерте в Париже несколько обнаженных дам были переданы на сцену по головам толпы, в конце концов это были «дикие» времена и Браун знал, как этим пользоваться.
Альбом Артура Брауна The Crazy World это довольно успешный пример психоделического рока созданный почти одноименной группой The Crazy World of Arthur Brown. Продюсерами стали известные по группе Who Пит Таунсенд и Кит Ламберт. Альбом вышел в 1968 году и считается представителем классики психоделического рока конца 1960-х годов.
The Crazy World of Arthur Brown достиг #7 позиции в популярной таблице альбомов Billboard. Ярчайшим хитом на альбоме является сингл «Fire» поднявшийся на #2 позицию в Billboard Hot 100 и #1 позицию в популярности альбомов в Англии в августе 1968 года. В Австралии он оказался на #19 строчке в Октябре 1968 года.
«Fire» был несомненным успехом, и это сразу поставило сам альбом The Crazy World of Arthur Brown на вершину успеха. Альбом раскупали. Однако этот альбом так и остался единственным — Брауна преследовало «дезертирство» музыкантов и новый материал зачастую умирал не дойдя и до середины творения из-за отсутствия четкого направления в его музыкальном творчестве.
Сначала Крейн сбежал в Atomic Rooster, потом Карл Палмер исчез и впоследствии оказался в Emerson, Lake and Palmer. Успех Брауна испарился так же быстро как и появился. У музыканта ушло почти семь лет что бы опять оказаться на сцене с группой Arthur Brown’s Kingdom Come (не путайте с группой «Kingdom Come»). Kingdom Come создал три хороших альбома, из которых The Journey был лучшим.
К 1974 на сцене появился Элис Купер и быстро вытеснил Брауна с его пьедестала лучшего театрального исполнителя.

## Список композиций
1. «Prelude/Nightmare» (Артур Браун) — 3:28
2. «Fanfare/Fire Poem» (Браун, Винсент Крейн) — 1:51
3. «Fire» (Браун, Крейн, Майк Файнсильвер, Питер Кер) — 2:54
4. «Come and Buy» (Браун, Крейн) — 5:40
5. «Time» (Brown) / «Confusion» (Крейн) — 5:11
6. «I Put a Spell on You» (Скримин Джей Хокинс) — 3:41
7. «Spontaneous Apple Creation» (Браун, Крейн) — 2:54
8. «Rest Cure» (Браун, Крейн) — 2:44
9. «I’ve Got Money» (Джеймс Браун) — 3:09
10. «Child of My Kingdom» (Браун, Крейн) — 7:01

В 1991 году альбом был переиздан на CD, с дополнением первых пяти песен в оригинальном моно-варианте.

### Состав треков переиздания 1991 года
1. «Prelude/Nightmare» (Браун) (mono) — 3:49
2. «Fanfare/Fire Poem» (Браун, Крейн) (mono) — 2:02
3. «Fire» (Браун, Крейн, Файнсильвер, Кер) (mono) — 3:01
4. «Come and Buy» (Браун, Крейн) (mono) — 5:06
5. «Time» (Браун) / «Confusion» (Крейн) (mono) — 4:57
6. «Prelude/Nightmare» (Браун) — 3:28
7. «Fanfare/Fire Poem» (Браун, Крейн) — 1:51
8. «Fire» (Браун, Крейн, Файнсильвер, Кер) — 2:54
9. «Come and Buy» (Браун, Крейн) — 5:40
10. «Time» (Браун) / «Confusion» (Крейн) — 5:11
11. «I Put a Spell on You» (Скримин Джей Хокинс) — 3:41
12. «Spontaneous Apple Creation» (Браун, Крейн) — 2:54
13. «Rest Cure» (Браун, Крейн) — 2:44
14. «I’ve Got Money» (Джеймс Браун) — 3:09
15. «Child of My Kingdom» (Браун, Крейн) — 7:01

## Над альбомом работали
- Артур Браун — вокал
- Винсент Крейн — аранжировка, клавишные
- Шон Николас — бас-гитара (позже он был известен как Николас Гринвуд)
- Дрэчен Тикер — ударные
- Джон Маршалл — ударные (в треках «I Put a Spell on You» и «Child of My Kingdom»)[2]

Дополнительный персонал
- Пит Таунсенд — продюсер
- Кит Ламберт — продюсер
- Дэвид Кинг — дизайнер обложки
- Дэвид Монтгонери — фотограф
- Эд Страйт — продюсер

## Позиции в чартах
| Чарт (16 ноября 1968) | Высшая позиция |
| --------------------- | -------------- |
| U.S. Billboard 200    | 7              |

| Год  | Сингл  | Высшая позиция | Высшая позиция | Высшая позиция | Высшая позиция | Высшая позиция   |
| Год  | Сингл  | US Hot 100     | Канада         | Нидерланды     | Австралия      | UK Singles Chart |
| ---- | ------ | -------------- | -------------- | -------------- | -------------- | ---------------- |
| 1968 | «Fire» | 2              | 1              | 6              | 19             | 1                |